# Mine de Coal Valley
 (mars 2025).
La mine de Coal Valley est une mine à ciel ouvert de charbon située en Alberta au Canada.